# Stor-Byvattnet
Stor-Byvattnet är en sjö i Strömsunds kommun i Jämtland och ingår i Ångermanälvens huvudavrinningsområde. Sjön har en area på 5,55 kvadratkilometer och ligger 471,1 meter över havet. Stor-Byvattnet ligger i Gråberget-Hotagsfjällen Natura 2000-område. Sjön avvattnas av vattendraget Byvattenån.

## Delavrinningsområde
Stor-Byvattnet ingår i det delavrinningsområde (711946-146044) som SMHI kallar för Utloppet av Stor-Byvattnet. Medelhöjden är 499 meter över havet och ytan är 15,99 kvadratkilometer. Räknas de 13 avrinningsområdena uppströms in blir den ackumulerade arean 32,44 kvadratkilometer. Byvattenån som avvattnar avrinningsområdet har biflödesordning 4, vilket innebär att vattnet flödar genom totalt 4 vattendrag innan det når havet efter 270 kilometer. Avrinningsområdet består mestadels av skog (65 procent). Avrinningsområdet har 5,56 kvadratkilometer vattenytor vilket ger det en sjöprocent på 34,8 procent.